# 项宗西
项宗西（1947年—），男，浙江乐清人，中华人民共和国政治人物。

## 生平
毕业于宁夏广播电视大学机械专业。此后供职于宁夏玻璃厂，后改任永宁县副县长。1989年，任银川市计委主任。1994年，升任银川市人民政府副市长。2002年，升任宁夏回族自治区政府副主席。2006年，任自治区党委常委、纪委书记。2008年，当选宁夏回族自治区政协主席。